# ジューベナーズ
ジューベナーズ(JUVENILES)とはフランスのレーベルキツネより楽曲を発表しているシンセ・ポップユニットである。

## 略歴
フランスのレンヌにて結成し、シンセ・ポップを中心とする楽曲を制作するようになる。。

2011年にプロデューサーのYUSEKにプロデュースされシングルwe are youngを発売し注目を浴びる。。

そのあとに2枚のミニアルバムを制作し瞬く間に欧米を中心に注目をあびるユニットとして成長していった。

2013年の10月には先述のYUSEKによるプロデュースによってwe are youngとfantasyを入れたアルバムJuvenilesを発売し日本での人気も獲得していった。